# Ломанов, Сергей Иванович
Сергей Иванович Ломанов (22 мая 1957, Красноярск, СССР) — советский и российский игрок в хоккей с мячом и тренер. Заслуженный мастер спорта СССР (1979), заслуженный тренер России (1999), почётный гражданин города Красноярска (2001).

## Биография
Заниматься хоккеем с мячом стал с семи лет. Начал играть в детском клубе «Бригантина» при заводе «Красмаш» вместе со старшим братом Виктором. В марте 1969 года в финальных играх первого Всесоюзного турнира на призы клуба "Плетёный мяч" получил приз "Самого юного хоккеиста". В 1974—1989 годах играл за «Енисей». На протяжении многих лет был лидером этой команды. В чемпионатах СССР провёл 330 матчей и забил 582 мяча. В 1989—1995 годах выступал за шведский клуб «Сириус» Уппсала.
В составе национальной команды (1975—1993) забил 196 мячей. Пять раз был включен в символические сборные мира. В 1979 и 1981 годах был признан лучшим нападающим чемпионатов мира.
С 1996 года — на тренерской работе. В 1996—2005 годах — главный тренер «Енисея». С ноября 2006 по сентябрь 2007 — главный тренер сборной России. В марте 2008 года вновь возглавил «Енисей».
Член символического клуба бомбардиров «Клуб 350».
Его сын Сергей — также игрок в хоккей с мячом.

## Достижения

### В качестве игрока
- Чемпионат мира:
  - Чемпион (5): 1977, 1979, 1985, 1989, 1991.
  - Серебряный призёр (2): 1981, 1983.
  - Бронзовый призёр (1): 1987.
- Чемпионат СССР:
  - Чемпион (10): 1980, 1981, 1982, 1983, 1984, 1985, 1986, 1987, 1988, 1989.
  - Бронзовый призёр (1): 1978.
- Кубок СССР:
  - Обладатель (1): 1984.
- Кубок европейских чемпионов:
  - Обладатель (5): 1980, 1983, 1986, 1987, 1988.
- Кубок мира:
  - Обладатель (3): 1982, 1984, 1992.
- Суперкубок Европы:
  - Обладатель (1): 1984.
- Алюминиевый кубок:
  - Обладатель (1): 1988.
- Кубок Стокгольма:
  - Обладатель (2): 1991, 1992.
- Занимает четвёртую позицию в списке бомбардиров чемпионата СССР (582 мяча).
- В списке 22 лучших игроков сезона (13): 1977—1989.
- Лучший нападающий чемпионата СССР (12): 1978—1989.

### В качестве тренера
- Чемпионат мира:
  - Чемпион (1): 2007.
- Чемпионат России:
  - Чемпион (1): 2001.
- Кубок России:
  - Обладатель (3): 1997, 1998, 1999.
  - Серебряный призёр (3): 1999, 2000, 2003
- Кубок европейских чемпионов:
  - Обладатель (1): 2001.
  - Финалист (1): 2002.
- Кубок мира:
  - Обладатель (1): 2011.

## Награды
- Орден Почёта — за большой вклад в развитие хоккея с мячом (1998)[2].
- Медаль ордена «За заслуги перед Отечеством» II степени (2013)[3].
- Благодарность Президента России (1999).